# گریر (آریزونا)
گریر (به انگلیسی: Greer) یک منطقهٔ مسکونی در ایالات متحده آمریکا است که در شهرستان آپاچی، آریزونا واقع شده‌است. گریر ۱٫۳۷ کیلومتر مربع مساحت و ۵۰ نفر جمعیت دارد و ۲٬۵۴۶٫۹۴ متر بالاتر از سطح دریا واقع شده‌است.